# Балаж, Петер (боксёр)
Петер Балаж (словац. Peter Baláž; род. 13 июня 1974, Жилина) — словацкий боксёр, двукратный чемпион Словакии (1996, 1997), участник Олимпийских игр (1996).
Выступал в первом наилегчайшем весе (до 48 кг). В 1996 году на чемпионате Европы в Вайле выиграл один бой у соперника из Финляндии, а в четвертьфинале проиграл испанцу Рафаэлю Лосано. На Олимпийских играх в Атланте уже в первом круге уступил индонезийцу Ла Паене Масара.
В 2015 году снялся в словацком фильме «Koza», где сыграл самого себя.